# Mollisia caricina
Mollisia caricina är en svampart som beskrevs av François Fautrey 1891. 
Mollisia caricina ingår i släktet Mollisia och familjen Dermateaceae. Inga underarter finns listade i Catalogue of Life.